# Vadstrupgård-sagen
Vadstrupgårdssagen omhandler retssagen mod en 30-årig mandlig pædagogmedhjælper i Gladsaxe, som bliver sigtet for seksuelt at have misbrugt over 20 børn i Vadstrupgård børneinstitution, hvor han var ansat. Pædagogmedhjælper har både under retssagen i byretten og landsretten nægtet sig skyldig i de seksuelle overgreb.
I december 1997 idømtes pædagogmedhjælperen 3 års fængsel ved retten i Gladsaxe, hvortil sagen ankes til Østre Landsret i 1998. Østre Landsret stadfæster byrettens dom, og skærper straffen til 3½ års fængsel. Sagen blev ført for lukkede døre, hvortil der ligeledes var navneforbud.
Journalist Tonni Vinkel Sørensen modtog i 1999 Cavling-prisen for hans mere end 100 artikler vedr. sagen.
Folketingets Ombudsmand har kritiseret Gladsaxe Kommune for deres behandling af sagen.
Sagen skabte stor offentlig debat i Danmark, idet der blev spekuleret på, hvorvidt børnenes vidneudsagn var til at stole på, og hvorvidt pædagogmedhjælperen blev dømt på et forkert grundlag. Nogen samfundsdebattører (heriblandt Leif Blædel) mener hertil, at der var tale om et justitsmord. Der er yderligere flere efterfølgende uoverensstemmelser i børnenes udsagn.

## Ekstern henvisning
- Tonni Vinkel Sørensen (12. april 1999), Misbrugt, Vadstrupgård, danmarkshistoriens største sag om seksuelt misbrug af børn, Høgsted & Høgsted, ISBN 9788798666318
- Vadstrupgaard.dk - Hjemmeside af Inga Held, tidligere leder af Vadstrupgård.

| Jura | Spire Denne juraartikel er en spire som bør udbygges. Du er velkommen til at hjælpe Wikipedia ved at udvide den. |